# Opac (azienda)
Opac (acronimo di Officina Produzione Automobili e Capote) è un'azienda italiana specializzata nello studio, progettazione e costruzione di autoveicoli, a partire dallo sviluppo di prototipi oppure one-off, fino alla produzione completa in serie limitate o speciali di autovetture complete.
Fondata nel 1986 da Pierangelo Sacco, è rimasta un'azienda a gestione familiare. La sede è a Rivalta, nella città metropolitana di Torino.

## Storia
Opac è stata fondata nel 1986; il fondatore, Pierangelo Sacco, è stato insignito nel 2007 del titolo di Commendatore dell'Ordine al Merito della Repubblica Italiana per i propri meriti imprenditoriali. Ha incorporato la preesistente (Officina Costruzione Riparazione Autovetture), azienda fondata nel 1977 che costruiva pezzi unici e carrozzerie per veicoli di piccola serie, affermatasi tra gli anni Settanta e Ottanta come fornitore per l'industria automobilistica.
Opera in diversi settori dell'industria: dalla carrozzeria per automobili speciali alle attrezzature, dalla nautica al trasporto, spaziando da configurazioni per singoli componenti fino a intere linee di montaggio. In particolare, fin dagli esordi l'azienda si è specializzata nello studio e produzione di capote a comando manuale o elettrico per diversi marchi automobilistici.
Nell'ambito dei progetti di sviluppo di vetture speciali, nel 1994, Opac ha realizzato il prototipo Maserati Opac, vettura progettata e prodotta dalla società su base strutturale e meccanica della Maserati Spyder, ma utilizzando il motore V8 da 3,2 litri della Shamal.
Due anni più tardi ha presentato al 66º Salone dell'Automobile di Torino Opac Più,una piccola spider sviluppata sulla base della Peugeot 106 Xsi, la cui carrozzeria è stata totalmente ridisegnata.
Nel 1997 Opac ha realizzato un progetto completo su base Mercedes G, denominato Contender XG, esempio di fusione tra un suv e un coupé: la vettura ha infatti il telaio e la meccanica della Mercedes Classe G, mentre la carrozzeria è quella tipica di una coupé a due porte. Il Contender XG viene presentato ufficialmente a Dubai e del modello ne furono prodotti cinque esemplari, tutti con verniciatura cangiante a tre diverse tonalità.
Negli anni successivi per diverse Case Automobilistiche e i principali Carrozzieri italiani Opac ha realizzato vetture speciali, realizzando produzioni complete di scocche.
A partire dal 1996, Opac ha portato la sua esperienza automobilistica nell'ambito delle coperture nel settore nautico, divenendo fornitore per i cantieri o per privati armatori di sistemi di capote soft-top e hard-top per yacht. Nel 2012, ha progettato una delle più grandi capote mai realizzate, con quasi 47 metri quadrati di copertura, montata su uno yacht panoramico in servizio sul lago di Lucerna in Svizzera. Sono circa una ventina i sistemi di apertura di tetti apribili sviluppati da Opac per il settore nautico.

## Collaborazioni
Tra i modelli che Opac ha contribuito a realizzare si ricordano:
- Alfa Romeo Proteo, SZ e RZ Spyder, Brera Spyder e 4C Spider
- Aston Martin Vantage e Volante
- Bentley Azure
- Fiat Barchetta, Panda Destriero e Grande Punto
- Ford StreetKa
- Lancia Hyena[11]
- Lamborghini Murciélago, Reventón, Aventador J e Centenario
- Maserati Spyder e Karif
- Mercedes-Benz 300 CE-24 Boschert
- Nissan Autech Stelvio
- Peugeot 205 Cabrio e 306 Cabrio
- Rolls-Royce Corniche
- Rover Mg X80, Mg Spyder, Rover 440 e Defender
- Touring Superleggera Disco Volante
- Volvo C70